# Último round
Último round es una obra literaria del escritor Julio Cortázar publicada en 1969 por la editorial Siglo XXI Editores en México. Es la segunda parte de La vuelta al día en ochenta mundos, el libro que fue lanzado en 1967 junto con la traducción al inglés de Rayuela. 
Maquetada de forma singular, se divide en dos volúmenes que invitan al lector al juego (una intención que el autor ha remarcado en obras como Rayuela o 62/modelo para armar) desde su portada cubierta de pequeños fragmentos textuales a modo de sección de anuncios de diario. Si hubiera que describir esta obra en pocas palabras, éstas podrían ser collage literario: los microrrelatos y microensayos se alternan con fotografías y poemas. De un fragmento textual a otro, la tipografía no se mantiene constante e incluso la orientación del texto pasa en ciertos puntos a ser apaisada para volver más adelante a la orientación normal.
El libro premedita el nacimiento del rock y los movimientos por la paz dentro de París de 1969. Contiene más de 45 obras: artículos, ensayos, poemas, cuentos, dibujos, poesías de calle, pinturas y fotografías de Cortázar.
En Último round Cortázar incluye sus últimos poemas; «escritos en verso libre, constituyen lo más original de su producción poética».